# 1918–19-es németországi forradalom
Az 1918–1919-es németországi forradalom (németül Novemberrevolution) eredményeként az első világháború végén a Német Birodalomban a császári kormányzatot felváltotta a köztársaság. A forradalmi időszak 1918 novemberétől 1919. augusztus 11-ig, a weimari alkotmány aláírásáig tartott.
A forradalom okai a Német Birodalom világháborús vereségében és az ezt kísérő szociális feszültségekben gyökereztek. Az első forradalmi cselekményeket a katonai főparancsnokság politikája és a tengeri hadvezetéssel való koordinációjának hiánya váltotta ki. Utóbbi ugyanis a vereség ellenére ragaszkodott a brit királyi flottával folytatandó csatához. A matrózok felkelése Wilhelmshaven és Kiel kikötőjéből indult, és a forradalom szelleme szétterjedt az országban, ami 1918. november 9-én – röviddel  II. Vilmos német császár lemondása után – a köztársaság kikiáltásához vezetett.
A forradalmárok nem tudták úgy átadni a hatalmat a tanácsoknak, miként azt a bolsevikok tették Oroszországban, mivel Németország Szociáldemokrata Pártja (SPD) ezt megakadályozta. Az SPD félt a kommunisták és a konzervatívok közötti polgárháborútól, ezért nem akarta teljesen megfosztani a hatalmától a régi birodalmi elitet, inkább megpróbálta integrálni az új, demokratikus rendszerbe. Ennek keretében szövetségre törekedett a katonai vezetéssel.

## Előzmények

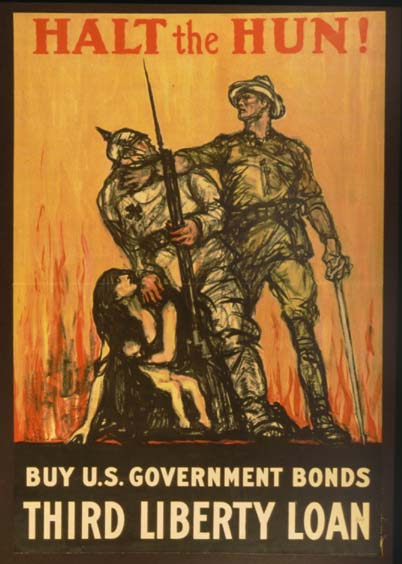
Legyőzött német katonát ábrázoló amerikai háborús propaganda plakát 1918-ból

A 20. század elején az SPD a nemzetközi munkásmozgalom egyik vezető pártja, amit jól mutat, hogy 1912-ben relatív többséget szerzett a Reichstagban. Az első világháború kitörésekor, a többi német párthoz hasonlóan, a SPD is támogatta a háborús részvételt. A háború előrehaladtával, az áldozatok egyre növekvő számával és a társadalom egyre romló helyzetével összefüggésben az SPD egyes politikusai a háború gyors lezárását akarták elérni. Friedrich Ebert, az SPD vezetője kizárta ezeket a politikusokat, ami pártszakadáshoz vezetett, így 1917-ben megalakult egy új háborúellenes és baloldali párt, Németország Független Szociáldemokrata Pártja (USPD). Hamarosan azonban az SPD is keresni kezdte a béke lehetőségét. Az ekkorra igen súlyossá váló szociális helyzetet jól mutatja, hogy 1918 januárjában sztrájkhullám söpör végig Németországban. A januári sztrájkokban több, mint 1 millió munkás vett részt.

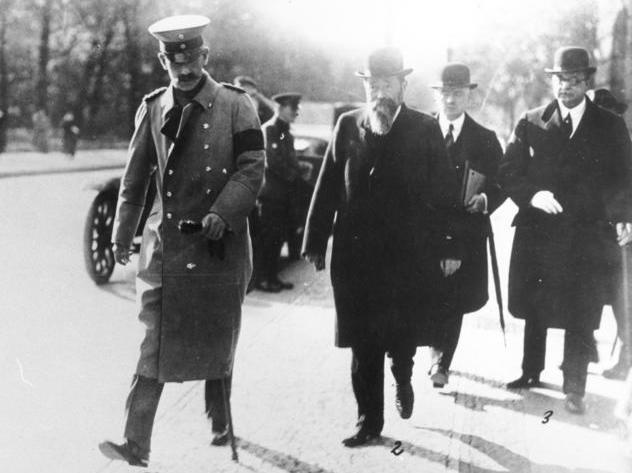
Miksa badeni herceg (egyenruhában) birodalmi kancellári kinevezésekor (1918. október 3.)

A háborús helyzet 1918-ban reménytelenné vált a németek számára, elsősorban a száznapos offenzíva következtében. Erről Erich Ludendorff, a hadsereg vezetője szeptember 29-én tájékoztatta II. Vilmos császárt és Georg von Hertling kancellárt. Ludendorff közölte, hogy azonnali tűzszünetet kell kérni az antanttól. Javasolta továbbá, hogy a kedvezőbb békefeltételek érdekében teljesítsék Thomas Woodrow Wilson amerikai elnök egyik legfőbb igényét, és helyezzék a birodalmi kormányzatot demokratikusabb alapokra. Ludendorff javaslatai meghallgatásra találtak. II. Vilmos október 3-án Hertling helyére a liberálisnak tartott Miksa badeni herceget (Max von Baden) nevezze ki kancellárnak. Max von Baden kormányában az SPD is helyet kapott. Az új kormány fegyverszünetet ajánlott az antantnak. Megkezdődött a demokratikus átalakulás. Az alkotmányos változásokat a Reichstag október 28-án fogadta el, így az ország alkotmányos monarchiából parlamentáris monarchiává alakult. Ebert úgy ítélte meg, hogy az SPD fontos céljai teljesültek, ezért a forradalom szükségtelen.
A fegyverszüneti ajánlatra Wilson három diplomáciai jegyzékben válaszolt. A fegyverszüneti tárgyalásokat különféle feltételekhez kötötte. Ezek között a feltételek között szerepelt, hogy Németország vonja ki a csapatait minden megszállt területről, fejezze be a tengeralattjárói háborús tevékenységét és a császár mondjon le. Utóbbi feltételre azért volt szükség, hogy a demokratizálódás visszafordíthatatlanná váljon. A diplomáciai jegyzékek hatására Ludendorff megváltoztatta a véleményét, mivel a feltételeket elfogadhatatlanoknak tartotta, és az általa egy hónappal korábban elvesztettnek minősített háború folytatása mellett áll ki. Ezután Ludendorffot leváltották, és helyére Wilhelm Groenert nevezték ki. November 5-én az antant hatalmak megállapodtak, hogy megkezdik a fegyverszüneti tárgyalásokat, azonban Wilson jegyzékeinek ismeretében a katonák és a közvélemény jelentős része is azt gondolta, hogy II. Vilmos császárnak le kell mondania, hogy a béke elérhető legyen.

## A kieli matrózfelkelés

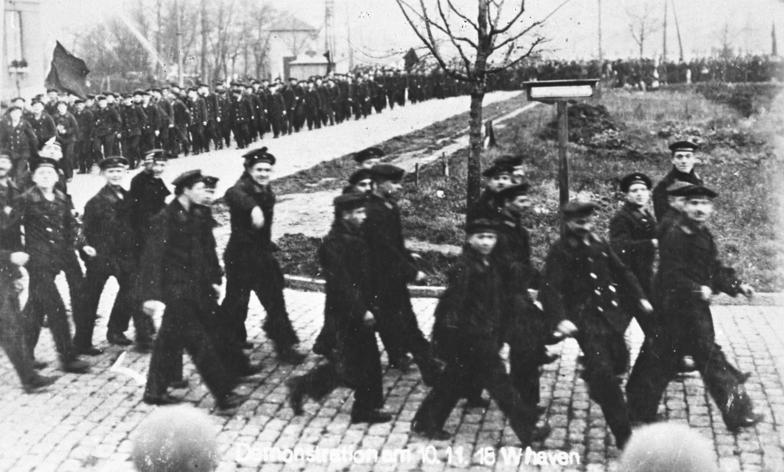
Matróztüntetés Wilhelmshavenben

A harcoló csapatok és a lakosság a háború gyors befejezését várták, azonban Kielben a haditengerészet Franz von Hipper és Reinhard Scheer admirálisok vezetése alatt, felhatalmazás nélkül arra készült, hogy a német flottát egy utolsó csatára küldi a brit királyi flotta ellen az Északi-tengeren. A támadási parancs és az ezzel kapcsolatos előkészületek váltották ki először az érintett matrózok körében a felkelést, és ezt követően az általános forradalom napokon belül elsöpörte a monarchiát. A lázadó matrózok nem szándékozták kockáztatni az életüket a háború végén, mert azt gondolták, hogy ez értelmetlen lenne. Meg voltak győződve arról is, hogy a békére törekvő új kormány hitelességét rontaná egy tengeri támadás.
A matrózok felkelése Wilhelmshavenből indult, ahol a német flotta a csatára várva tartózkodott. 1918. október 30-ra virradó éjszaka a legénység egy része megtagadta a parancsok teljesítését. A 3. hajóraj három hajóján a matrózok megtagadták, hogy felhúzzák a horgonyt. Az 1. hajóraj két csatahajójának (SMS Helgoland és SMS Thüringen) legénysége nyílt lázadást és szabotázst hajtott végre. Egy nappal később néhány torpedóhajó ráirányította az ágyúit ezekre a hajókra, ezért a matrózok megadták magukat és ellenállás nélkül elvezették őket. A tengeri hadvezetésnek azonban ezután fel kellett adnia a tervét, mivel a legénység lojalitására nem számíthatott többé. A 3. hajórajt visszarendelték Kielbe. A raj parancsnoka végrehajtott egy manővert a csatahajóival. Ez „tökéletesen működött”, ezért azt hitte, hogy visszaszerezte az irányítást a legénység fölött. A parancsnok bebörtönöztette a legénység 47 tagját, akiket a lázadás vezetőinek tartott. Őket Kielben katonai börtönbe vitték.
A matrózok ezután minden tőlük telhetőt megtettek azért, hogy megakadályozzák a flotta elindulását és elérjék bajtársaik elengedését. Mintegy 250-en összegyűltek Kielben november elsején. Delegációkat küldtek a tisztjeikhez, hogy kérjék a lázadók elengedését, azonban kérésük nem talált meghallgatásra. A matrózok ekkor közelebbi kapcsolatot kerestek a szakszervezetekkel, az SPD-vel és az USPD-vel. November másodikán még nagyobb gyűlést tartottak. Az USPD két tagjának (Karl Artelt és Lothar Popp) vezetésével a matrózok tömeggyűlést hirdettek a következő napra ugyanarra a helyre (németül Großer Exerzierplatz). A felhívást ezrek követték november 3-án, és a munkások képviselői is jelen voltak. Kenyeret és békét követeltek, ami azt mutatja, hogy a matrózok és a munkások nem csak a foglyok elengedését akarták, hanem a háború végét és a közellátás javítását. A demonstrálók támogatták Artelt felszólítását, hogy szabadítsák ki a foglyokat, és a katonai börtönhöz vonultak. Annak érdekében, hogy megállítsa a demonstrálókat, egy őrjárat vezetője, Steinhäuser hadnagy a tömegbe lövetett, és hét ember meghalt. Néhány demonstráló szintén tüzet nyitott. Steinhäuser súlyosan megsebesült, azonban a későbbi állításokkal ellentétben, nem halt meg. Ezután a demonstráció feloszlott, azonban a tömeges tiltakozás általános forradalommá vált.

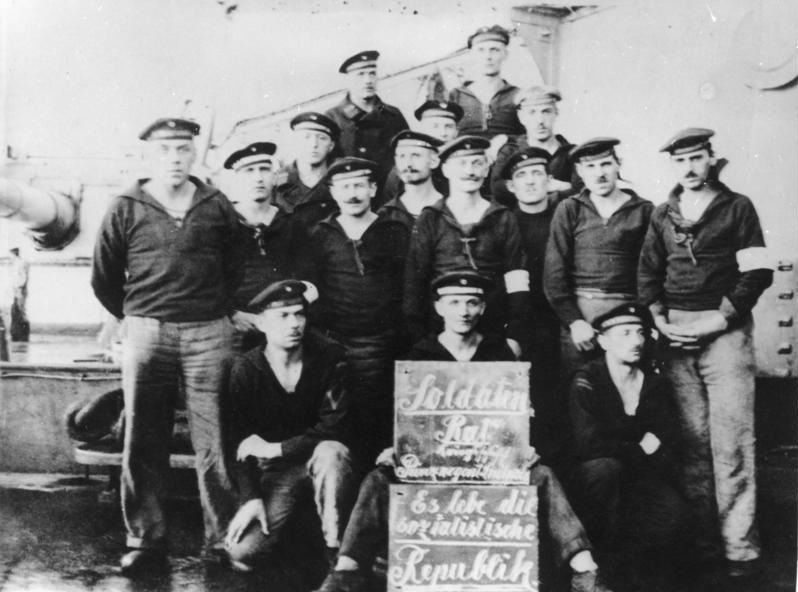
Felkelő matrózok egy hadihajó fedélzetén

November 4-én reggel a felkelők csoportjai átvonultak a városon. Artelt megszervezte az első katonatanácsot, és hamarosan több tanács is szerveződött. Wilhelm Souchon kikötőparancsnokot kényszeríttették, hogy tárgyaljon a felkelőkkel.
A bebörtönzött matrózokat és fűtőket szabadon engedték. A matrózok és a munkások ellenőrzésük alá vették a katonai és a közintézményeket. Souchon ígérete ellenére csapatok indultak el, hogy leverjék a felkelést, azonban ez nem valósult meg, ezeknek a csapatoknak egy része csatlakozott a felkeléshez. November 4-én estére Kiel a felkelő matrózok, katonák és munkások kezében volt. Ezen az estén az SPD képviselője, Gustav Noske megérkezett Kielbe. Lelkesen fogadták, noha utasítása volt a kormánytól és az SPD vezetésétől, hogy tartsa a felkelést ellenőrzés alatt. Megválasztatta magát a katonatanács elnökének, visszaállította a békét és a rendet. A következő hetekben Noske sikeresen csökkentette a tanácsok hatását, azonban nem tudta a megállítani a forradalom átterjedését Németország más részeire.

## A forradalom kiterjedése az egész birodalomra
A matrózok delegációi eljutottak az ország minden nagyvárosába. November 7-re a forradalom számos nagyvárost elért (pl. Hannovert, Braunschweiget, Frankfurt am Maint és Münchent). Münchenben a munkás- és katonatanács kényszeríttette III. Lajos bajor királyt, hogy mondjon le, és az USPD egyik vezetője, Kurt Eisner kikiáltotta a Bajor Szabadállamot. A következő napokban az összes német tagállam uralkodója lemondott.
A munkás- és katonatanácsokat szinte teljesen az SPD és az USPD tagjai alkották. A polgári közigazgatást, a rendőrséget, a bíróságokat viszont alapvetően érintetlenül hagyták. Nem volt jellemző a gyárak elfoglalása, mivel az ilyen jellegű lépéseket az új kormányzattól várták. A tanácsok inkább csak azt követelték, hogy átvegyék az ellenőrzést a hadseregtől a közigazgatás felett. Az SPD így képes volt helyi szinten egy szilárd bázist kiépíteni. A tanácsok azt hitték, hogy az új rendszer érdekében cselekszenek, azonban az SPD vezetése a békés átmenetet zavaró tényezőnek tekintette ezeket. A középosztály pártjaival együtt a nemzetgyűlési választások gyors kiírását akarták, hogy meghozhassák a végső döntéseket az új alkotmányról. Ez hamarosan ellentéthez vezetett az SPD és sok forradalmár között. Utóbbiak követeléseit főként az USPD vette át, melyek közül az egyik az volt, hogy halasszák el a választásokat amennyire csak lehetséges, így érve el egy olyan megváltoztathatatlan helyzetet, ami megfelel a munkások többségének.
Érdemes megjegyezni, hogy a forradalmi hangulat alig érintette a birodalom keleti részét. Szilézia keleti részén a németek és a Németország által régóta elnyomott kisebbségi lengyelek közötti etnikai ellentétek a későbbiekben a sziléziai felkelésekhez vezettek.

## Reakciók Berlinben

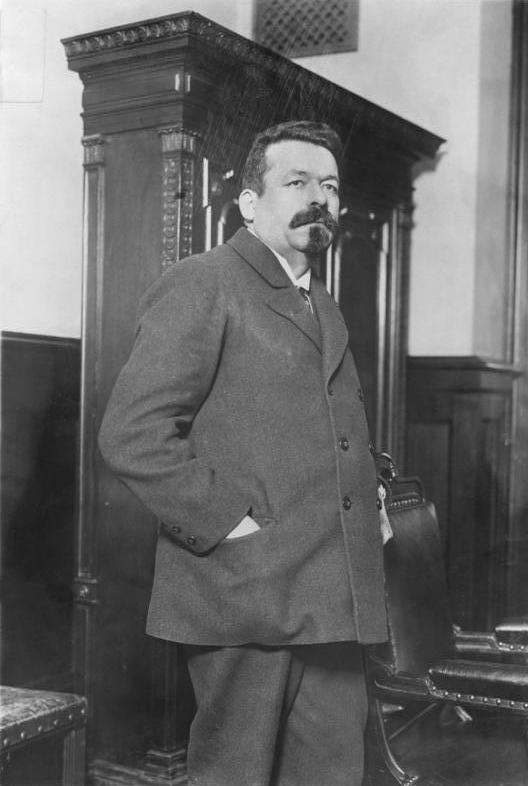
Friedrich Ebert 1918-ban

Friedrich Ebert egyetértett abban Max von Baden kancellárral, hogy a társadalmi forradalmat meg kell előzni, és az államrendet mindenáron fenn kell tartani. Az állam átalakításához Ebert meg akarta nyerni a középosztály pártjait és a régi birodalmi elitet. El akarta kerülni a forradalom oroszországi mintára történő radikalizálódását, és aggódott, hogy a közellátás összeomolhat, ami ahhoz vezethet, hogy tapasztalatlan forradalmárok veszik át a közigazgatást. Biztos volt abban, hogy parlamenti többségének köszönhetően az SPD képes lesz végrehajtani reformterveit.
Ebert a régi birodalmi elittel egyetértésben próbált meg cselekedni, és meg akarta menteni a monarchiát. Annak érdekében, hogy bizonyos sikert fel tudjon mutatni a követőinek, november 6-án kérte a császár lemondását. II. Vilmos ekkor a főhadiszállásán, a belgiumi Spában volt, és az időhúzásra játszott. Abban bízott, hogy a hadsereg élén visszatérhet Németországba, és leverheti a forradalmat.
Max von Baden visszaemlékezéseiben azt állította, hogy Ebert november 7-én azt mondta neki, hogy amennyiben a császár nem mond le, akkor a forradalom elkerülhetetlen, de ő ezt nem akarja, mert „utálja, mint a bűnt”. Max von Baden kancellár azt tervezte, hogy elutazik Belgiumba, és személyesen győzi meg a császárt a lemondás szükségességéről, azonban ez a terv meghiúsult a Berlinben gyorsan változó helyzet következtében.

## Új kormányzat alakulása, a köztársaság kikiáltása

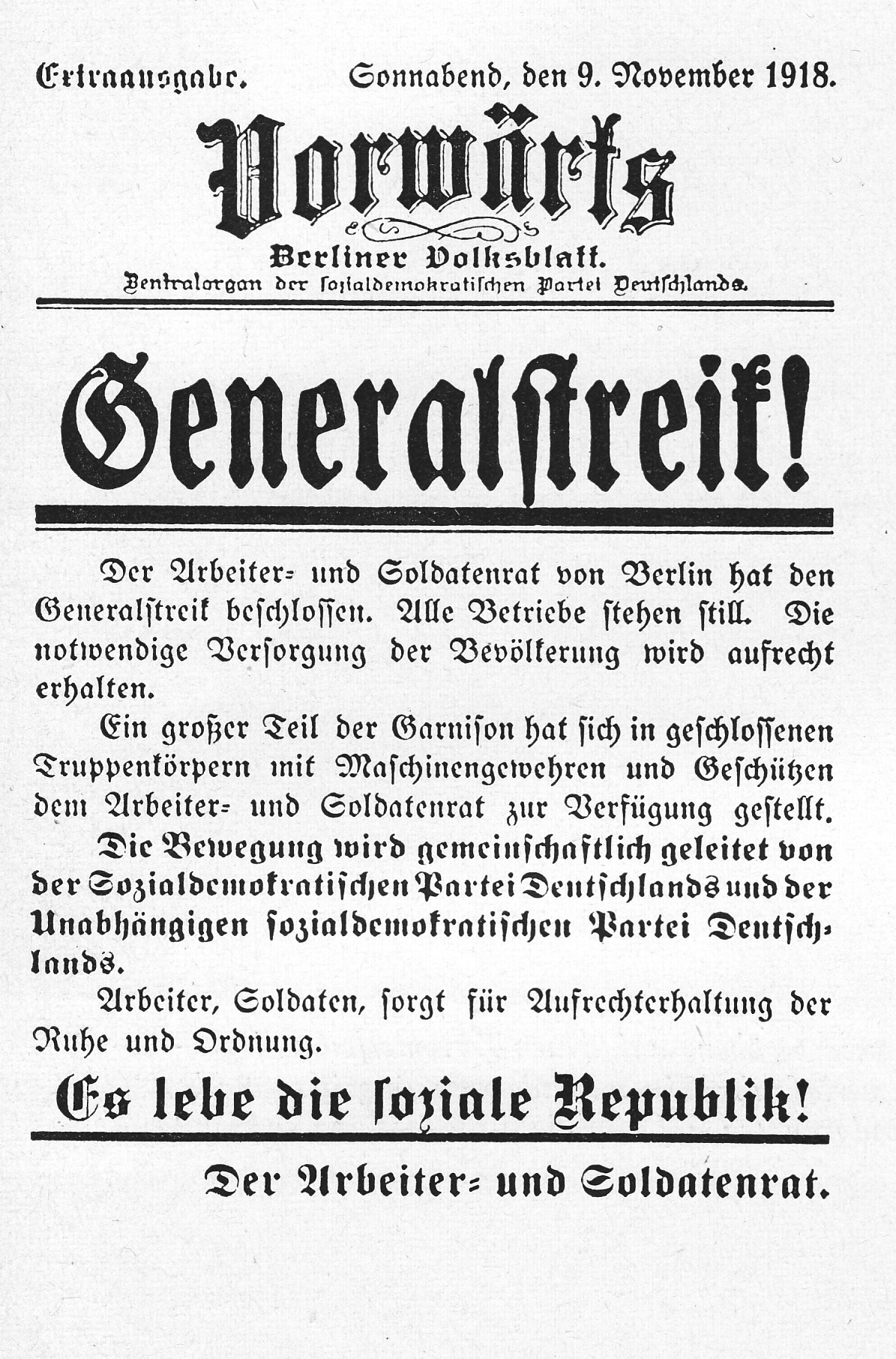
A Vorwärts 1918. november 9-én megjelent száma

1918. november 9-én reggel általános sztrájk kezdődött Berlinben, amelyre az SPD lapja, a Vorwärts szólított fel, és ehhez kapcsolódóan hatalmas tömegdemonstrációra került sor, amelyen sokan követelték a monarchia eltörlését. A kialakuló forradalmi helyzet közben kiderült, hogy a Berlinben állomásozó és addig erősen császárhűnek hitt csapatok (naumburgi vadászzászlóalj) is a forradalom oldalára álltak, részben Otto Welsnek, az SPD politikusának köszönhetően. Ennek a hírnek a hatására Max von Baden kancellár felismerte, hogy a régi kormányzat helyzete tarthatatlanná vált. A kancellár telefonon beszélt II. Vilmos német császárral, aki közölte vele, hogy lemond. Max von Baden rövid ideig várt, hogy hivatalosan is megkapja a császár lemondását, azonban ez akkor még nem érkezett meg, ezért a forradalmi helyzetre való tekintettel, kihirdette a császár lemondását, aki Hollandiába menekült. Max von Baden tudta, hogy neki is meg kell válnia a posztjától, azonban ekkor még azt gondolta, hogy a monarchia nem szűnik meg, hanem II. Vilmost egy régens fogja követni, és a hivatalát meg kívánta tartani a régens kinevezéséig. A régensnek pedig javasolta volna Ebert kancellári kinevezését. Az események azonban órákon belül más irányt vettek. Ebert ugyanis röviddel a császár lemondásának bejelentését követően felkereste Max von Badent, és követelte, hogy az SPD legyen túlsúlyban a kormányban. Max von Baden azt válaszolta, hogy ehhez meg kell várni a régens kinevezését. Ebert közölte, hogy erre nincs idő. Max von Baden ezért felajánlotta Ebertnek, hogy átadja neki a kancellári pozíciót. Ebert pedig elfogadta a kancellárságot. Ebert kancellári pozíciója önmagában még nem jelentette volna a monarchia megszűnését, mivel Ebert eredetileg fenn akarta tartani a monarchiát, ugyanis nem kívánt évekig harcolni a monarchistákkal. A következő órák eseményei azonban Ebert elképzeléseit is átírták.

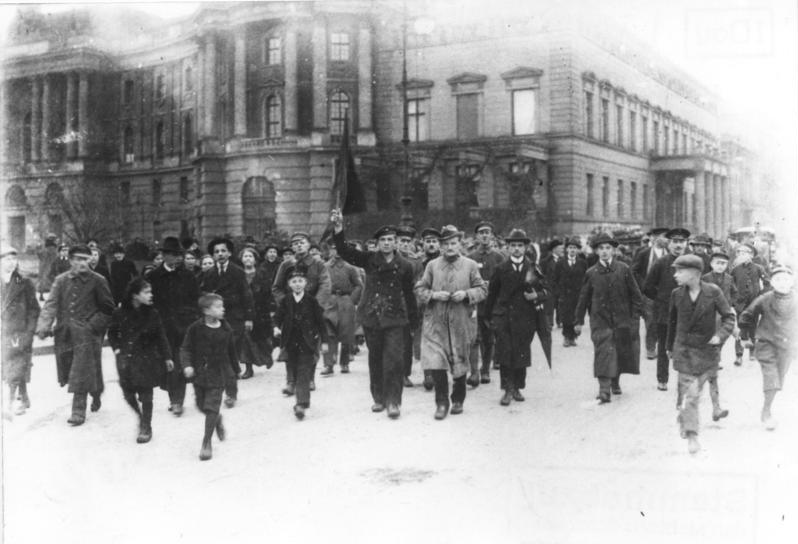
Forradalmi megmozdulás Berlinben (Unter den Linden), 1918. november 9.

Philipp Scheidemann, az SPD egyik vezetője a Reichstag épületében értesült arról, hogy Karl Liebknecht, aki politikai okokból börtönben volt, nemrég szabadult, és arra készül, hogy kikiáltsa a szocialista köztársaságot. Scheidemann ezt meg akarta előzni, ezért rögtön cselekedett. Ebert kifejezett akarata ellenére, Scheidemann a Reichstag egyik erkélyéről kikiáltotta a köztársaságot az ott demonstráló emberek tömege előtt. Ettől függetlenül, rövid idővel később Liebknecht a császári palota erkélyéről kikiáltotta a szocialista köztársaságot, így az a különös helyzet állt elő, hogy november 9-én kétféle köztársaságot is kikiáltottak.

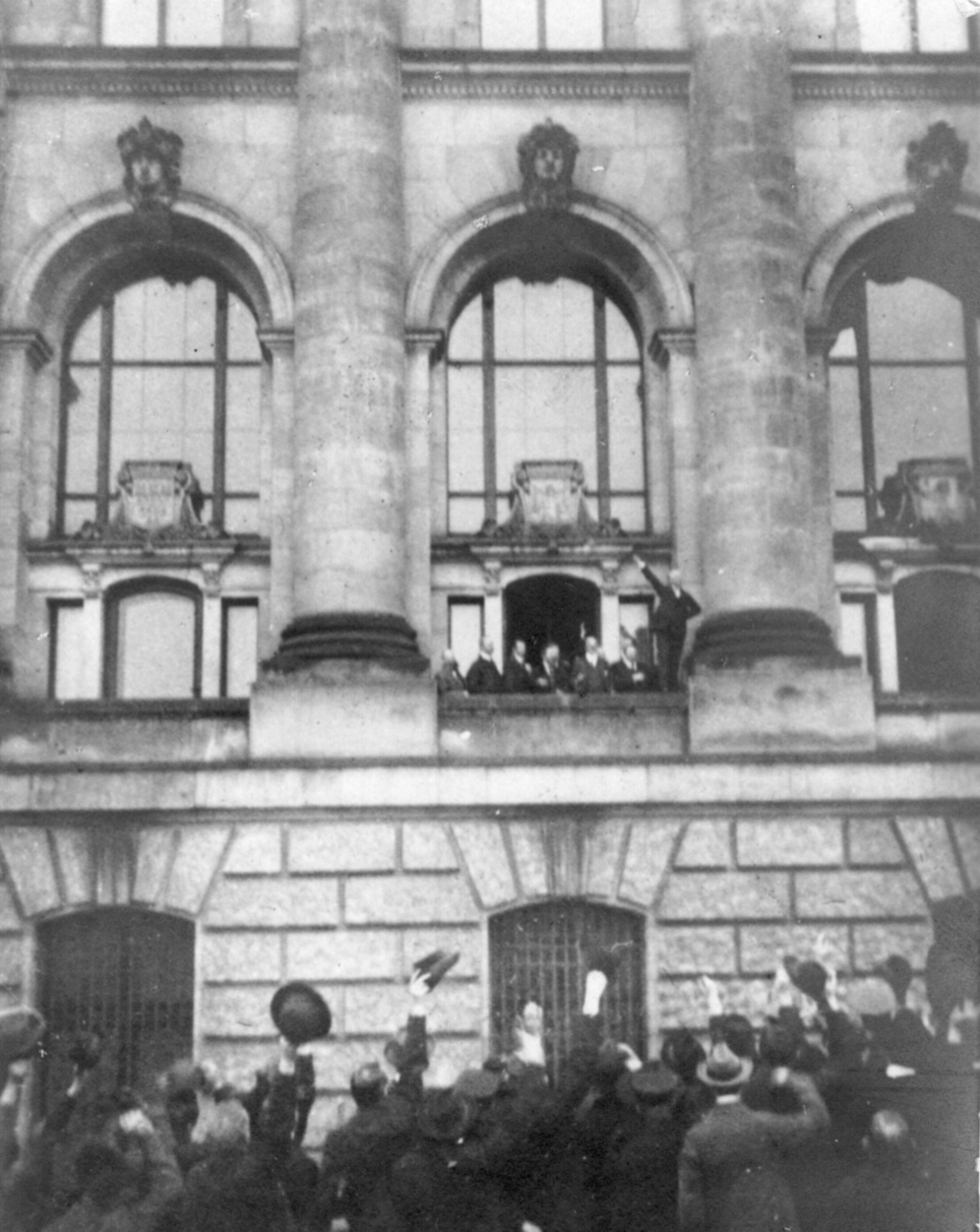
A köztársaság kikiáltása a Reichstagnál, 1918. november 9.

Liebknecht szándékai ekkor még kevéssé voltak ismertek a közvélemény számára. Az SPD és a Spartakus-csoport (november 11-től Spartakus-szövetség) közötti vita legfőbb tárgya az volt, hogy a spartakisták szociális és egyéb intézkedések révén megváltoztathatatlan helyzetet akartak teremteni az alkotmányozó nemzetgyűlés megválasztása előtt. Ezzel szemben az SPD a nemzetgyűlésre kívánta hagyni a döntést a jövőbeli gazdasági rendszerről.

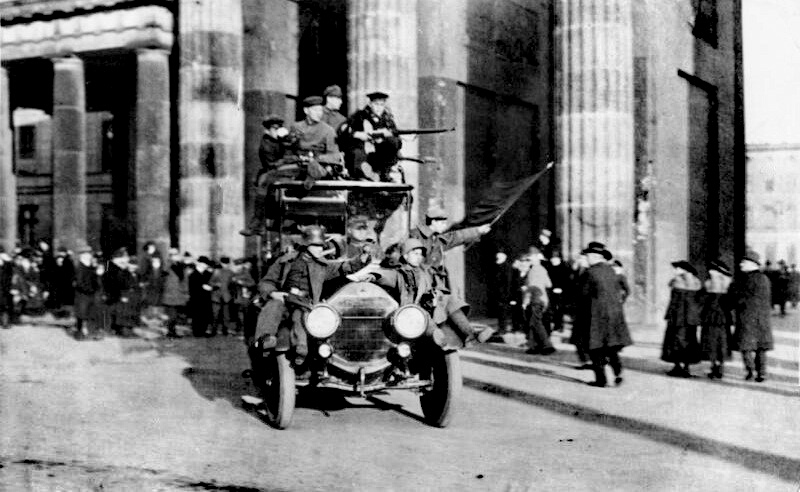
Forradalmár katonák Berlinben, a Brandenburgi kapunál, 1918. november 9.

Ebert csökkenteni akarta a forradalmi hangulatot, ezért ki kívánta elégíteni a demonstrálóknak a munkáspártok egységére vonatkozó igényét. Ennek érdekében Ebert részvételi lehetőséget ajánlott a kormányban az USPD-nek, arra is kész volt, hogy Liebknecht miniszter legyen. Liebknecht viszont azt akarta, hogy a tanácsok ellenőrzést gyakorolhassanak a hadsereg felett. Az USPD elnöke, Hugo Haase november 9-én Kielben volt, ami akadályozta az USPD-t a döntéshozatalban.
Sem Max von Baden lépései, amelyekkel túl korán jelentette be a császár lemondását és adta át a kancellárságot Ebertnek, sem a köztársaság kikiáltása nem volt alkotmányos. Ezek forradalmi tettek voltak olyan személyek részéről, akik nem akartak forradalmat, azonban úgy érezték, hogy cselekedniük kell.  Egy valóban forradalminak szánt tett is történt viszont még november 9-én este, amiről utólag kiderült, hogy felesleges volt. Este 8 óra körül az ún. forradalmi bizalmiak (németül Revolutionäre Obleute) egy csoportja elfoglalta a Reichstag épületét. Richard Müller és Emil Barth vezetésével forradalmi parlamentet alakítottak. A forradalmi bizalmiak nem bíztak az SPD vezetésében. Annak érdekében, hogy átvegyék SPD vezetésétől a kezdeményezést, a következő napra választást hirdettek, amely arra irányult, hogy minden berlini gyár és katonai egység megválaszthassa a munkás- és katonatanácsokat, amelyek gyűlésének pedig meg kellett választania a forradalmi kormányzatot.  A forradalmárok úgy gondolták, hogy a forradalmi parlament határozatait a Népmegbízottak Tanácsa (németül Rat der Volksbeauftragten) fogja végrehajtani, és ezzel mintegy lecserélik Ebert kancellári funkcióját.

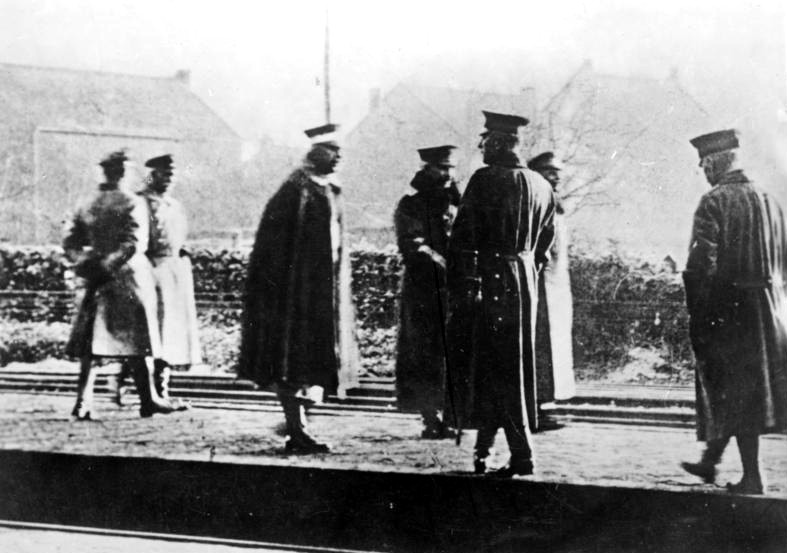
A menekülő II. Vilmos, miután átlépte Belgium és Hollandia határát, 1918. november 10.

Az SPD vezetése értesült ezekről a tervekről. A berlini tanácsok gyűlése nem volt megakadályozható, ezért Ebert szószólókat küldött a berlini csapatokhoz és a gyárakba, akiknek az SPD számára kedvezően kellett befolyásolni a választást. Ez a tevékenység nem kerülte el Richard Müller és a forradalmi bizalmiak figyelmét. Látva azt, hogy az új kormányzatban Ebert vezető szerepet játszik, azt tervezték, hogy javasolják a gyűlésnek egy intézőbizottság felállítását. Azt akarták, hogy ez a bizottság koordinálja a munkás- és katonatanácsok munkáját. A forradalmi bizalmiak el is készítettek egy listát a javasolt tagokról, akik közül egyik sem képviselte az SPD-t. Egy ellenőrző testületet kívántak létrehozni, amely figyeli a kormány tevékenységét.
A nagy-berlini munkás- és katonatanácsok gyűlése november 10-én zajlott le a berlini Circus Busch épületében, és a többsége az SPD oldalán állt, majdnem minden katonatanács és a munkástanácsok nagy része.  A gyűlés megismételte a forradalom előző napi igényét a munkásosztály egységéről, és ezzel a mottóval Ebert irányvonalát erősítették. Paritásos alapon 3-3 tagot választottak az SPD-ből és az USPD-ből a Népmegbízottak Tanácsába. Az USPD részéről Hugo Haase, Wilhelm Dittmann és Emil Barth, míg az SPD részéről Ebert, Scheidemann és Otto Landsberg került be a Népmegbízottak Tanácsába, melynek két elnöke Ebert és Haase lett.
A forradalmi bizalmiak javaslata arról, hogy egy intézőbizottságot is válasszanak meg, az SPD vezetését meglepetésként érte és heves vitákat váltott ki. Végül, Ebertnek sikerült elérnie, hogy a megalakuló végrehajtó tanácsba (németül Vollzugsrat des Arbeiter- und Soldatenrates Groß-Berlin) az SPD tagjai is bekerüljenek. A katonatanácsoknak és a munkástanácsoknak is alakult egy-egy intézőbizottsága, és a végrehajtó tanácsot a két bizottság együttesen alkotta. A végrehajtó tanácsot Richard Müller és Brutus Molkenbuhr vezette. Elméletben a végrehajtó tanács volt a forradalmi rendszer legfőbb tanácsa, azonban a gyakorlatban a kezdeményezéseit blokkolták a belső hatalmi harcok. A végrehajtó tanács úgy döntött, hogy decemberre összehívja Berlinben a Németországi Munkás- és Katonatanácsok Első Általános Kongresszusát.
Ebert meg tudta őrizni az SPD vezető szerepét, azonban nem volt elégedett az eredményekkel. A végrehajtó tanácsot akadálynak tartotta az új kormányzati rendszer felé vezető úton. Az SPD vezetése kevésbé bízott a tanácsokban, mint a régi elitben. Jelentősen túlbecsülték a régi elit lojalitását az új köztársasághoz, amely valójában árulónak tartotta Ebertet, noha ő csak azért vette át a forradalom irányítását, hogy leállítsa a forradalmat.
A tanácsok és a birodalmi kormányzat alkotta kettős hatalomban mindig az utóbbi volt a domináns. Az államigazgatás felső szintje csak Ebertnek jelentett, holott Haase formálisan ugyanazokkal a jogokkal rendelkezett a Népmegbízottak Tanácsának másik elnökeként. A valódi hatalom kérdésével kapcsolatban lezajlott egy telefonos megbeszélés Ebert és Wilhelm Groener között november 10-én. Groener biztosította Ebertet a hadsereg támogatásáról, míg Ebert megígérte, hogy helyreállítja a katonai hierarchiát és a hadsereg segítségével fellép a tanácsok ellen.
A titkos Ebert–Groener paktum mögött az SPD azon aggodalma állt, hogy a forradalom orosz példára tanácsköztársasághoz vezet. A paktum azonban nem tudta megnyerni a köztársaságnak a birodalmi tisztikart. Ebert magatartása egyre elgondolkodtatóbbá vált a forradalmár munkások és katonák számára, így az SPD vezetésében egyre kevésbé bíztak a támogatóik, ugyanakkor a forradalom ellenzőinek körében továbbra sem nyert szimpátiát.
Ebert kormánya november 10-én elfogadta az antant szigorú fegyverszüneti feltételeit. November 11-én pedig német részről Matthias Erzberger aláírta a Compiègne-i fegyverszüneti egyezményt. Az első világháború véget ért.

## A Stinnes–Legien-egyezmény
A forradalmárok nem értettek egyet egymással a jövőbeli gazdasági rendszerrel kapcsolatban. Az SPD és az USPD is demokratikus ellenőrzés alá akarta helyezni legalább a nehézipart. Mindkét párt balszárnya ennél messzebbre akart menni, és „közvetlen demokráciát” hozott volna létre a termelő szektorban. A tanácsok azonban a szakszervezeteket is feleslegessé tették volna.
Annak érdekében, hogy megelőzzék ezt a fejleményt a szakszervezetek és a nagyipar képviselői megbeszélést folytattak Berlinben november 9. és 12. között. Előbbiek vezetője Carl Legien, míg utóbbiaké Hugo Stinnes volt. November 15-én aláírták a mindkét fél számára előnyös egyezményt. A szakszervezetek képviselői megígérték, hogy garantálják a termelés biztonságát, leállítják a komolyabb sztrájkokat, visszaszorítják a tanácsok hatását és megelőzik a termelőeszközök államosítását. A munkáltatók garantálták, hogy bevezetik a 8 órás munkanapot, amelyet a munkások korábban hiába követeltek évek óta. A munkáltatók elismerték a szakszervezeteket mint a munkásság képviselőit, a tanácsok helyett. Létrehoztak egy bizottságot, amelynek az volt a feladata, hogy közvetítsen a munkáltatók és a szakszervezetek között konfliktusok idején. Az egyezménnyel a szakszervezetek elérték egyik régi céljukat, azonban aláásták a termelőeszközök államosítására irányuló törekvéseket, és nagyban csökkentették a tanácsok befolyását.

## Átmeneti kormányzat és tanácsmozgalom

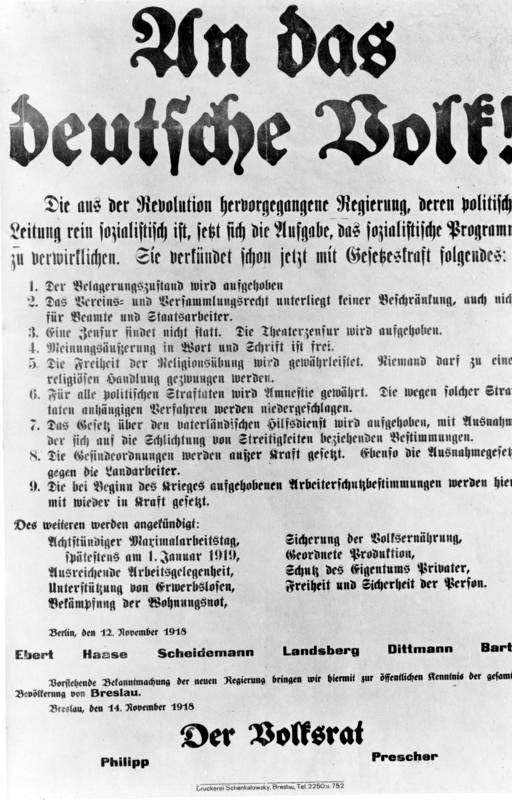
A Népmegbízottak Tanácsának felhívása, 1918. november 12.

A Népmegbízottak Tanácsa és a végrehajtó tanács helyettesítette a régi kormányzatot, azonban a korábbi közigazgatási gépezet változatlan maradt. A birodalmi tisztviselők megtartották a pozícióikat, és folytatták a többnyire változatlan munkájukat.
A Népmegbízottak Tanácsa november 12-én kiadta demokratikus és szociális programját.  Ez tartalmazta az ostromállapot megszűnését, a cenzúra eltörlését és az általános választójog bevezetését, melyet ekkortól a nőkre is kiterjesztettek. Amnesztiát hirdetett a politikai foglyok számára, biztosította a szabad egyesülési és gyülekezési jogot, kötelezővé tette a 8 órás munkaidőt és egyéb szociálpolitikai rendelkezéseket is tartalmazott.
Az USPD képviselőinek nyomására a Népmegbízottak Tanácsa kinevezett egy szocializációs bizottságot Karl Kautsky vezetésével. A bizottság feladata az volt, hogy megvizsgálja, mely iparágakat lenne célszerű államosítani, és előkészítse a szén- és acélipar államosítását. A bizottság 1919. április 7-ig ülésezett, minden különösebb eredmény nélkül. Államosításokra nem került sor.
Az SPD vezetése inkább a régi közigazgatással dolgozott együtt, mint az új munkás- és katonatanácsokkal, mivel utóbbiakat alkalmatlannak tartotta a lakosság igényeinek megfelelő kielégítésére. Ez folyamatos vitákat okozott a végrehajtó tanáccsal. Az SPD vezetése jelentősen túlbecsülte a tanácsmozgalom erejét és a Spartakus-szövetségét is. A Spartakus Szövetségnek soha nem volt ellenőrzése a tanácsmozgalom felett, miként azt a konzervatívok és az SPD egy része hitte.
Több nagyvárosban a munkás- és katonatanácsok ellenőrzésük alá vonták a városi hivatalokat. Egyes városokban el is fogták a császárhoz lojális köztisztviselőket. Vörös gárdák alakultak, hogy megvédjék a forradalmat. Az új tanácsok gyakran spontán módon és önkényesen jöttek létre, irányítási tapasztalatok nélkül. A tanácsok többsége azonban együtt tudott működni a régi közigazgatással.
A közigazgatás és a tanácsok függtek egymástól. Az előbbinek megvolt a szükséges tudása és tapasztalata, míg az utóbbinak a politikai ereje. A legtöbb esetben az SPD tagjait választották a tanácsokba, akik ezt a munkát átmeneti megoldásnak tekintették. Többségük számára nem volt cél a tanácsköztársaság létrehozása, és a társadalom többsége számára sem. Sokan támogatták az új kormányzatot, amelytől a militarizmus és az autoriter állam megszüntetését várták.

## A birodalmi tanácskongresszus

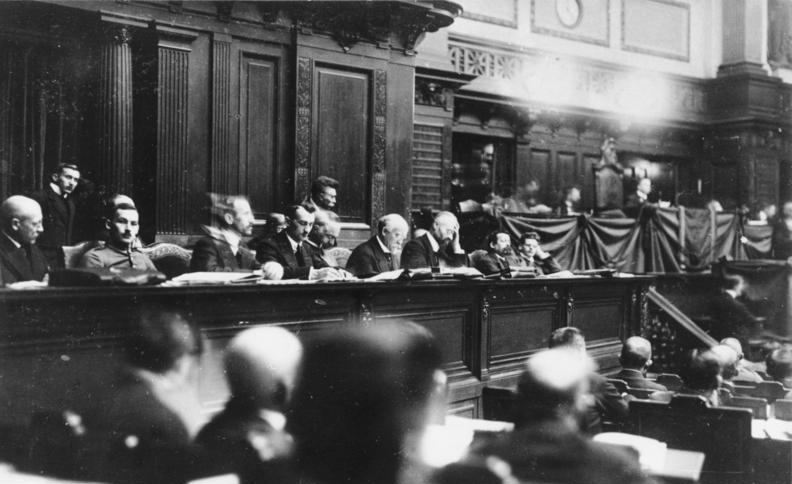
A birodalmi tanácskongresszus

A végrehajtó tanács döntésének megfelelően a munkás- és katonatanácsok az egész országból elküldték képviselőiket a Németországi Munkás- és Katonatanácsok Első Általános Kongresszusára (németül Erster Allgemeiner Kongress der Arbeiter- und Soldatenräte), amely Berlinben ülésezett december 16-tól. Ebert és Groener december 15-én csapatokat vezényelt Berlinbe. Az egyik ilyen csapat tüzet nyitott a vörös gárdák fegyvertelen demonstrációjára, és 16 ember meghalt.
December 10-én Ebert a frontról hazatérő csapatokat fogadott, bízva abban, hogy a tanácsok ellen használhatja ezeket. Kiderült azonban, hogy a csapatok nem akarják folytatni a harcot, ezért röviddel Berlinbe való érkezésük után feloszlottak. A támadás a tanácskongresszus ellen elmaradt.
A támadás szükségtelen is lett volna, mivel a kongresszus főként az SPD irányvonalának követőiből állt, és még Karl Liebknechtnek sem sikerült megválasztatnia magát. A Spartakus-szövetségnek így gyakorlatilag nem volt befolyása a kongresszusra. A kongresszus nagy többséggel leszavazta a tiszta tanácsi rendszer bevezetését, vagyis egy olyan rendszer bevezetését, amelyben a tanácsok minden hatalmi ágban, így például a bíróságok területén is jelen vannak. A kongresszus támogatta viszont a kormány azon döntését, hogy meg kell tartani a nemzetgyűlési választásokat amilyen gyorsan csak lehet, ezért a kongresszus 1919. január 19-re írta ki a választásokat.
A kongresszus tehát alapvetően Ebert politikáját támogatta, azonban a hadsereg irányításának kérdésében egy bizonyos nézeteltérés mutatkozott. A kongresszus ugyanúgy határozott, hogy a legfőbb katonai hatalmat a Népmegbízottak Tanácsa gyakorolhatja, azonban a későbbiekben megválasztandó központi tanácsnak beleszólási lehetőséget akart biztosítani a hadsereg irányításának területén. A kongresszus továbbá a tisztek szabad megválasztását is el akarta érni. Ez azonban ellentétes lett volna az Ebert és Groener közötti megállapodással, ezért nem is valósult meg. A katonai főparancsnokság Kasselbe költözött, és decembertől elkezdte felállítani a feltételezett bolsevik veszély ellen az ún. szabadcsapatokat (Freikorps), ekkor jött létre a weimari köztársaság idején fontos szerepet játszó Stahlhelm, Bund der Frontsoldaten nevű paramilitáris szervezet is.

## Karácsonyi harcok

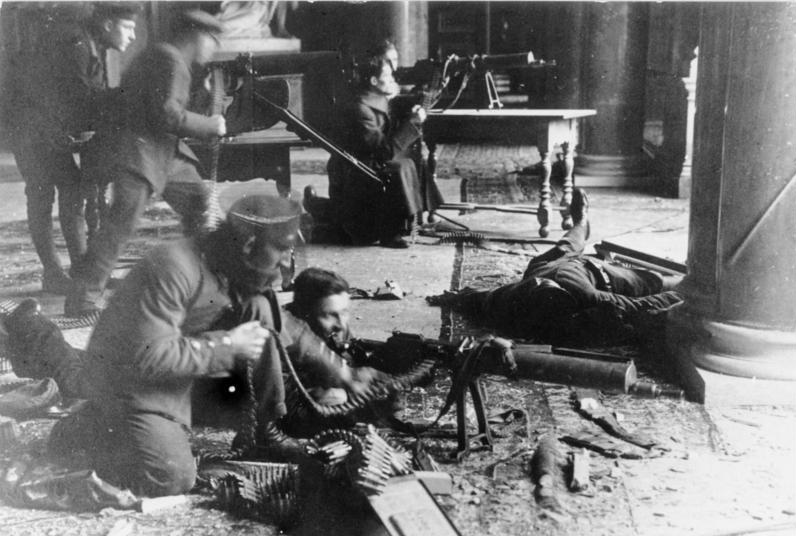
A népi tengerészdivízió katonái a karácsonyi harcokban

A karácsonyi harcok (németül Weihnachtskämpfe) annak következtében robbantak ki, hogy Ebert fel akarta oszlatni a népi tengerészdivíziót (németül Volksmarinedivision), és ezzel összefüggésben Otto Wels, Berlin városparancsnoka megtagadta a tengerészdivízió zsoldjának kifizetését. A népi tengerészdivízió rövid ideje létezett, és Kielből vezényelték Berlinbe. Lojális volt az új kormányzathoz és a forradalom mellett állt, azonban azt feltételezték a divízióról, hogy a Spartakus Szövetséggel szimpatizál.
A zsold kifizetése körüli vita december 23-án eszkalálódott. A divízió elfoglalta a birodalmi kancelláriát, elvágták a telefonvonalakat, a Népmegbízottak Tanácsát házi őrizetbe helyezték, és elfogták Otto Welst. A divízió nem használta ki a helyzetet, vagyis nem buktatta meg a kormányt, csak a zsoldjukhoz ragaszkodtak. Ennek ellenére Ebert, aki egy titkos telefonvonalon tudta tartani a kapcsolatot a katonai főparancsnoksággal, kiadta a parancsot, hogy a kormányhoz lojális csapatok támadjanak december 24-én reggel. A támadást azonban Heinrich Dorrenbach vezetésével a matrózok visszaverték. A kormány csapatait vissza kellett vonni.
A támadás elleni tiltakozásként az USPD december végén kilépett a kormányból, azonban ezzel a legnagyobb szívességet tette Ebert számára, aki csak a forradalmi események nyomása miatt kormányzott az USPD-vel. A kilépéssel viszont a kormányzás teljesen az SPD kezébe került, vagyis a katonai vereség néhány napon belül Ebert politikai győzelmévé vált.

## A kommunista párt megalakulása és a januári felkelés

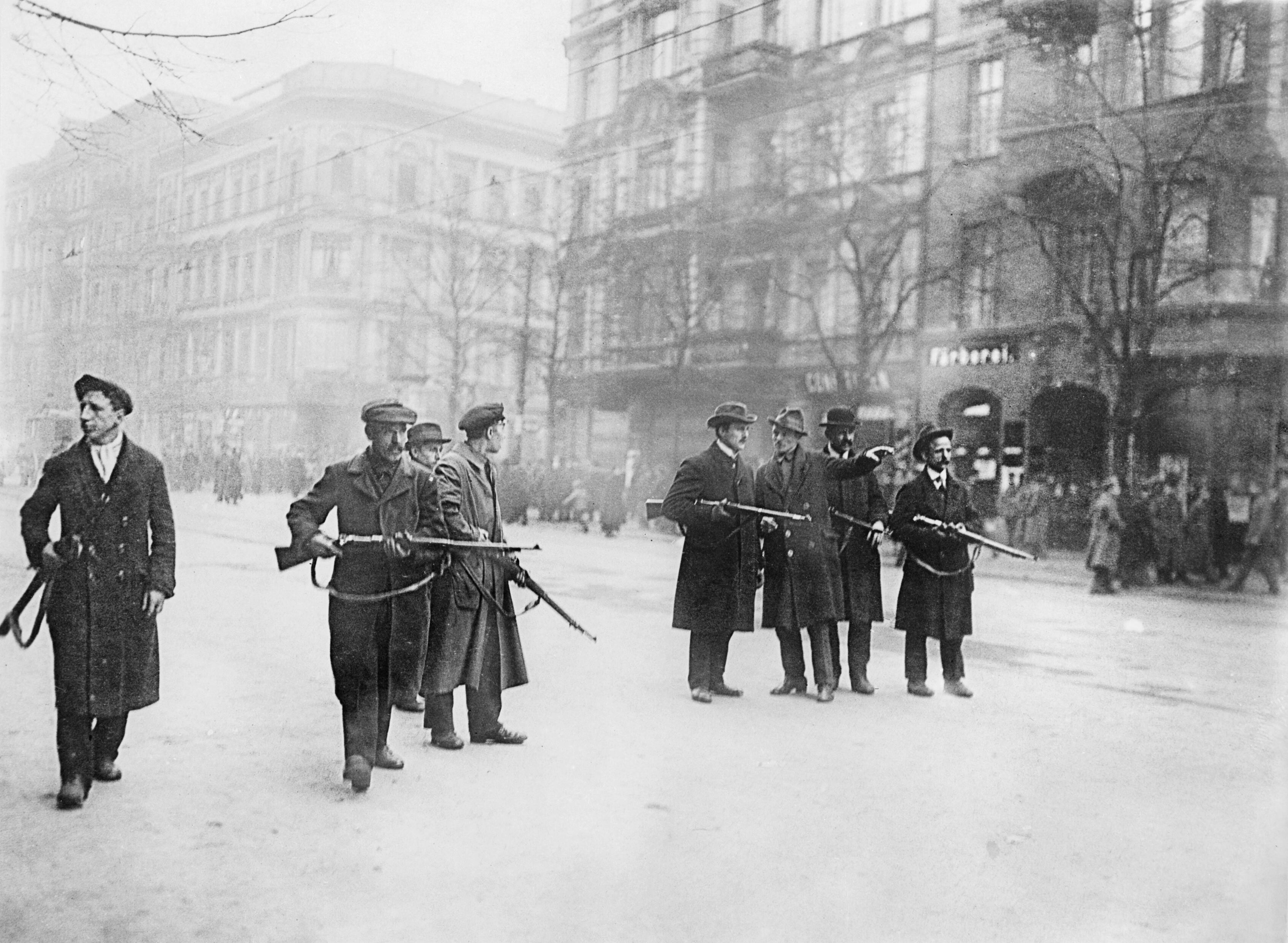
Spartakista milícia Berlinben

Az SPD-vel és az USPD-vel kapcsolatos tapasztalatai alapján, a Spartakus-szövetség megállapította, hogy a céljait csak egy saját párt segítségével érheti el. A munkásság jelentős része is elégedetlen volt a forradalom menetével, ezért egyesülve más szélsőbaloldali csoportokkal, a Spartakus-szövetség megalakította Németország Kommunista Pártját (németül Kommunistische Partei Deutschlands).
Rosa Luxemburg bemutatta a programját december 31-én, melyben rámutatott, hogy a kommunisták nem vehetik át a hatalmat az emberek világos akarata nélkül. 1919. január 1-én javasolta, hogy a kommunista párt (KPD) vegyen részt a nemzetgyűlési választásokon, azonban párttársai leszavazták. A KPD többsége abban bízott, hogy megszerzi a hatalmat folyamatos agitációval és utcai politizálással. A KPD hamar elszenvedte első vereségét, ugyanis a forradalmi bizalmiak nem csatlakoztak a KPD-hez, hanem maradtak az USPD-vel.
A szélsőbaloldal döntő veresége 1919 első napjaiban következett be. Szinte spontán módon egy második forradalmi hullám következett be, amelyet erőszakkal elnyomtak. A kiváltó ok az volt, hogy január 4-én a kormány felmentette Emil Eichhornt, Berlin rendőrfőkapitányát, aki az USPD tagja volt és a karácsonyi harcok idején visszautasította, hogy fellépjen a demonstráló munkások ellen. A forradalmi bizalmiak, az USPD és a KPD ezért a következő napon megtartandó demonstrációra szólított fel.
A kezdeményezők meglepetésére a demonstráció tömeggyűléssé vált. 1918. november 9-hez hasonlóan, január 5-én is százezres tömeg áramlott Berlin központjába. Délutánra elfoglalták a vasútállomást és a berlini sajtónegyedet, ahol a középosztály sajtója is működött. A középosztály néhány lapja ugyanis az előző napokban több szabadcsapat felállítását és a spartakisták megölését követelte.
A demonstrálók jelentős részben ugyanazok voltak, mint két hónappal korábban, és a novemberben megfogalmazott igényeik teljesítését követelték. A spartakisták valójában nem voltak vezető pozícióban. A követelések közvetlenül a munkásoktól származtak, akiket az SPD-től balra álló csoportok támogattak. Az ún. Spartakus-felkelés (németül Spartakusaufstand) csak részben eredt a KPD-től. A KPD tagjai kisebbségben voltak a felkelők között.

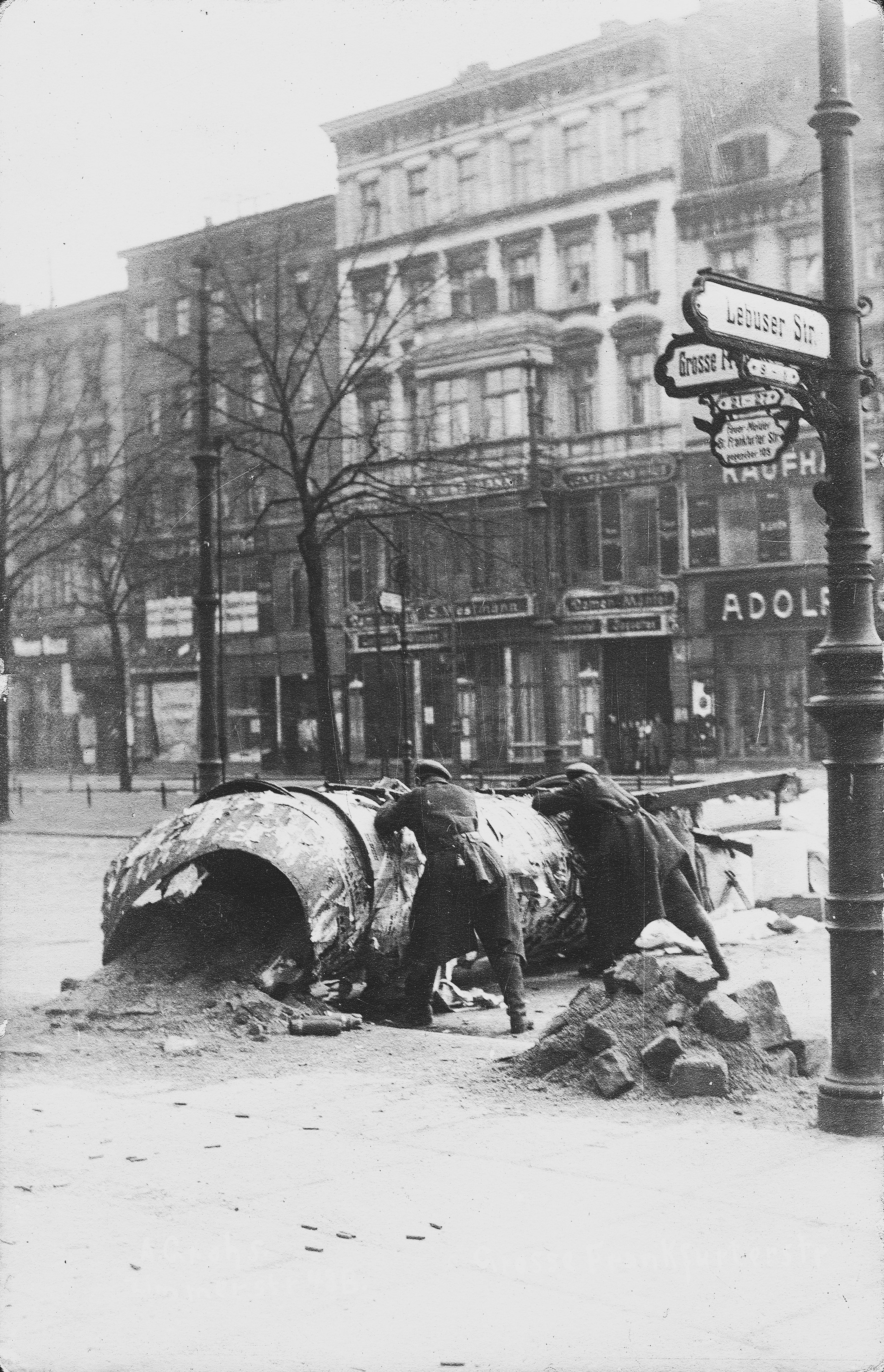
Harc a Spartakus-felkelés során Berlinben

A kezdeményezők összegyűltek a rendőrkapitányságon és megválasztották az ideiglenes forradalmi bizottságot (németül Provisorischer Revolutionsausschuss), amely nem tudta használni a hatalmát és nem volt képes egyértelműen irányt mutatni. Liebknecht meg akarta buktatni a kormányt, és egyetértett a bizottság többségével, amely a fegyveres harcot propagálta. Rosa Luxemburg és a KPD vezetésének többsége azonban a felkelést katasztrófának tartotta ekkor, és felszólalt ellene.
A forradalmi bizottság a következő napon, január 6-án tömegdemonstrációra szólított fel. Ekkor még több ember követte a felhívást. A forradalmi bizalmiak egy része felfegyverezte magát, és felszólított a kormány megbuktatására. A felkelők azonban legtöbbször kudarcot vallottak, amikor megpróbálták megnyerni a különböző katonai egységeket. Kiderült, hogy még az olyan egységek, mint a népi tengerészdivízió sem akarják támogatni a fegyveres felkelést. A Berlinben állomásozó csapatok többsége lojális maradt a kormányhoz.
Ebert több csapatot vezényelt Berlinbe, azonban elfogadta, hogy az USPD közvetítsen közte és a forradalmi bizottság között. Miután az új csapatok érkezése ismertté vált, és megjelent az SPD propagandaanyaga, mely szerint „a leszámolás órája közeleg”, január 8-án a bizottság megszakította a további tárgyalásokat. Ez elég volt Ebertnek ahhoz, hogy felhasználja a Berlinben állomásozó csapatokat a felkelők ellen. Január 9-től elkezdték erőszakkal leverni a felkelést. Ráadásul a Freikorps egységei is bevonultak Berlinbe, melyeket többé-kevésbé halálbrigádként állítottak fel. Gustav Noske, hadügyi népmegbízott, vállalta ezeknek az egységeknek a vezetését, kijelentve, hogy vállalja a „véreb szerepét”.
A szabadcsapatok brutálisan tisztítottak meg számos épületet, és az elfoglalóikat gyakran rögtön kivégezték. Mások gyorsan megadták magukat, azonban ezeknek egy részét is lelőtték. A felkelést igen rövid idő alatt leverték Berlinben, azonban át tudott terjedni az ország más városaira is. Ezeket a felkeléseket is kíméletlenül leverték, és ezután megtorlások következtek.

## Karl Liebknecht és Rosa Luxemburg meggyilkolása

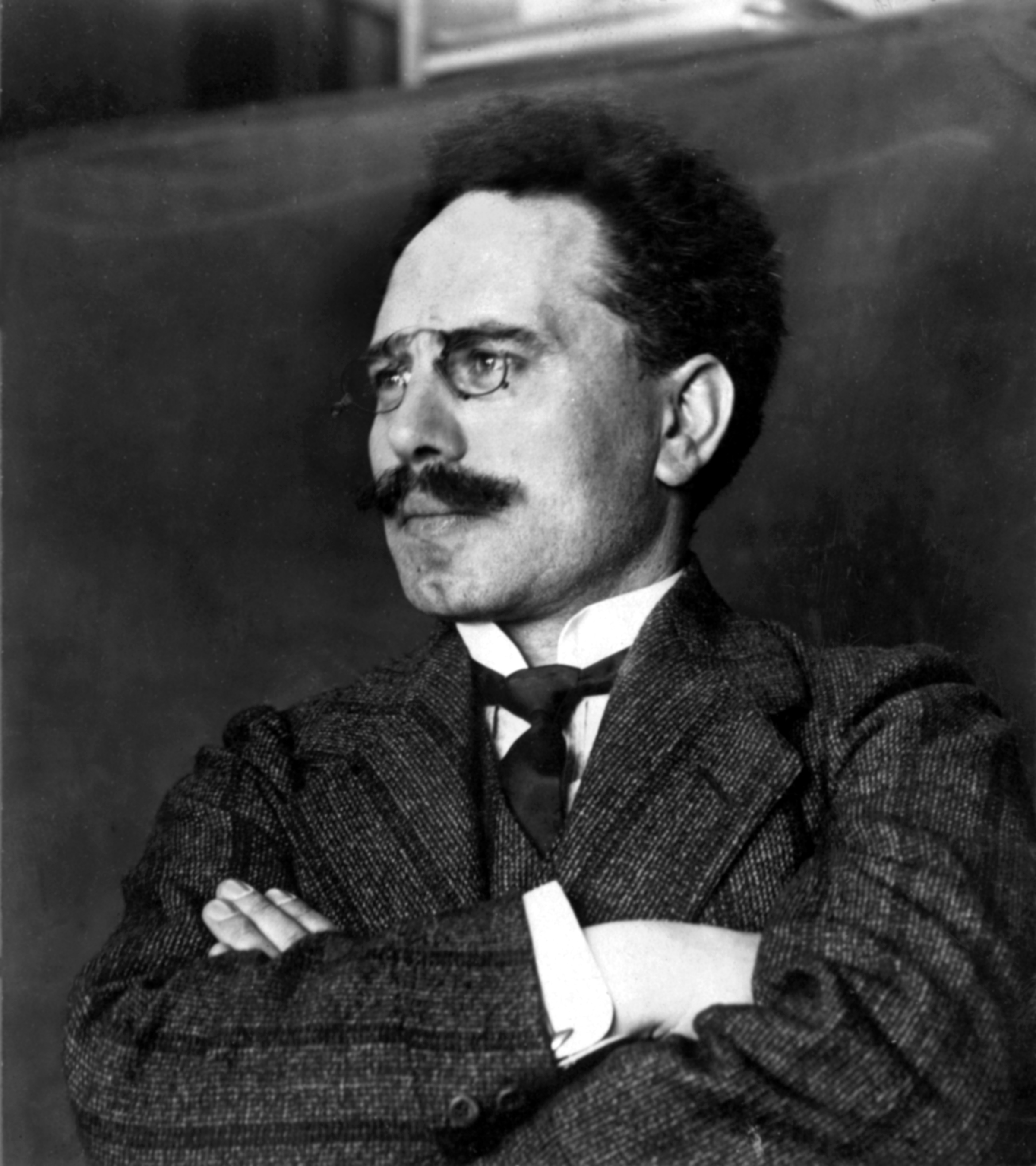
Karl Liebknecht

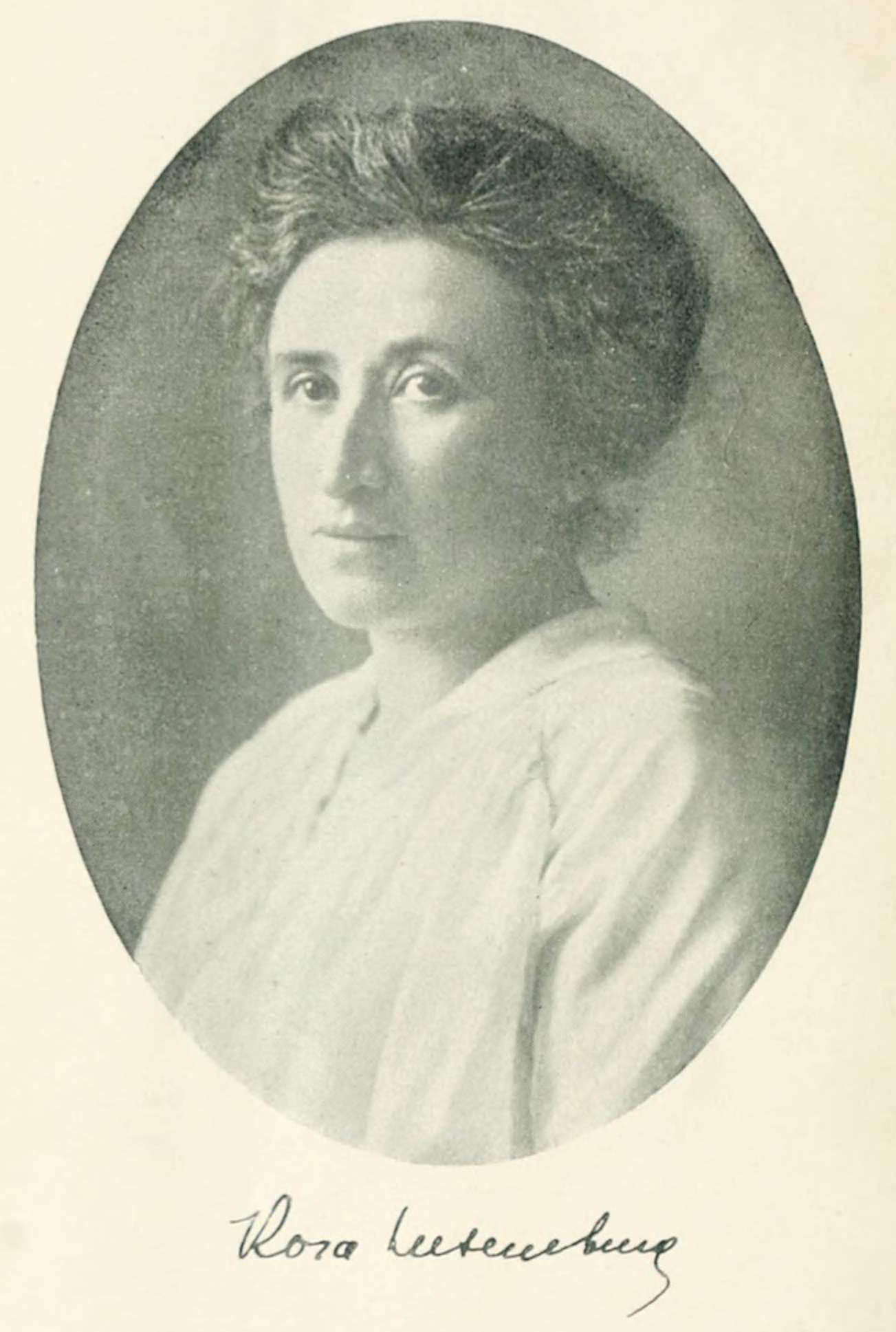
Rosa Luxemburg

A januári felkelés állítólagos vezetőinek bujkálniuk kellett, azonban szövetségeseik sürgetése ellenére, visszautasították, hogy elhagyják Berlint. Január 15-én este Berlinben rátaláltak Karl Liebknechtre és Rosa Luxemburgra, elfogták és átadták őket a legnagyabb szabadcsapatnak (németül Garde-Kavallerie-Schützen-Division). A szabadcsapat parancsnoka, Waldemar Pabst százados kihallgatta őket. Még aznap éjszaka puskatussal eszméletetlenre verték és lelőtték őket. Rosa Luxemburg testét a Landwehr-csatornába dobták, míg Karl Liebknecht testét egy hullaházba vitték.
A gyilkosságok elkövetői jórészt büntetlenek maradtak, egy Freikorps-tagot később két év börtönre ítéltek. A nemzetiszocialisták később kárpótolták azokat, akiket mégis felelősségre vontak, és a Garde-Kavallerie-Schützen-Division egyesült az SA-val. Pabst emlékirataiban és egy 1962-es interjúban is azt állította, hogy Noske telefonon beszél vele, és Noske illetve Ebert is jóváhagyta a gyilkosságot. Pabst állításai soha nem kerültek bizonyításra, mivel sem a parlament, sem a bíróságok nem vizsgálták az esetet.
A gyilkosságok után az SPD és a KPD közötti ellentét még kibékíthetetlenebbé vált, ezért a következő években a weimari köztársaságban nem tudtak megállapodni közös akcióról a Nemzetiszocialista Német Munkáspárt ellen.

## További felkelések

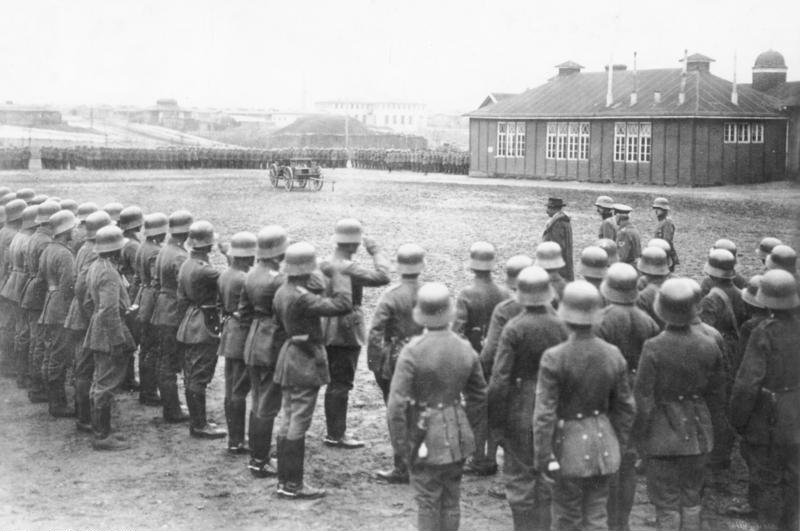
Gustav Noske az egyik szabadcsapatnál 1919 januárjában

1919 első hónapjaiban országszerte több fegyveres felkelés is kitört. Néhány államban a tanácsköztársaságot is kikiáltották. Ezek közül a legfontosabbnak tekinthető a Magyarországi Tanácsköztársaság példáját követve kikiáltott Bajor Tanácsköztársaság volt, amely Kurt Eisner bajor miniszterelnök meggyilkolását követően kialakult helyzetből jött létre.
Ezeket a felkeléseket Noske februári döntése váltotta ki, amely alapján fegyveres támadás indult a Brémában alakult tanácsköztársaság ellen. Annak ellenére, hogy volt tárgyalási ajánlat, Noske utasította a szabadcsapatokat, hogy támadják meg a várost. Körülbelül 400 ember halt meg a harcokban.

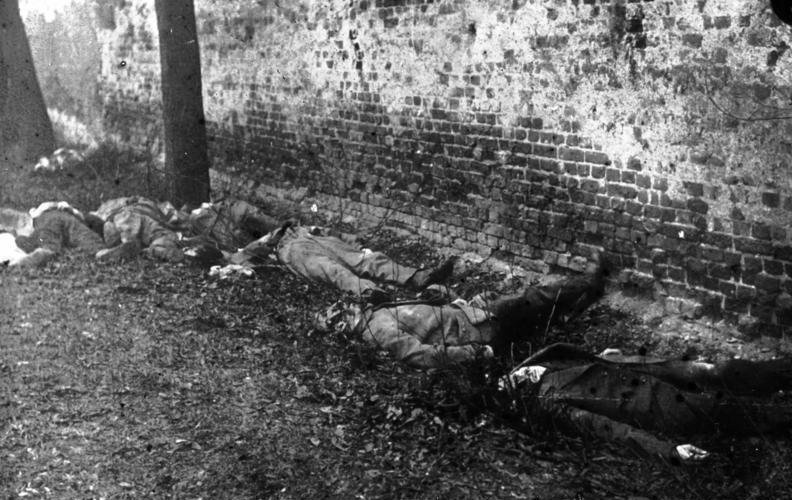
Agyonlőtt forradalmárok Berlinben 1919 márciusában

Ez tömeges sztrájkok kitörését okozta a Ruhr-vidéken, a Rajna-vidéken és Szászországban is. Az USPD, a KPD, de még az SPD egyes tagjai is általános sztrájkra szólítottak fel, amely március 4-én kezdődött. A sztrájk vezetőinek akarata ellenére, a sztrájk utcai harccá vált Berlinben. A porosz kormány ostromállapotot hirdetett, és kérte a birodalmi kormány segítségét. Noske ismét a Pabst által vezetett Garde-Kavallerie-Schützen-Division bevetése mellett döntött. A harcok március 16-án fejeződtek be, és körülbelül 1200 ember halt meg, közülük sok fegyvertelen volt. Többek között, a népi tengerészdivízió 29 tagját is kivégezték, akik megadták magukat, mivel Noske arra utasított, hogy mindenkit öljenek meg, akinél fegyver van.

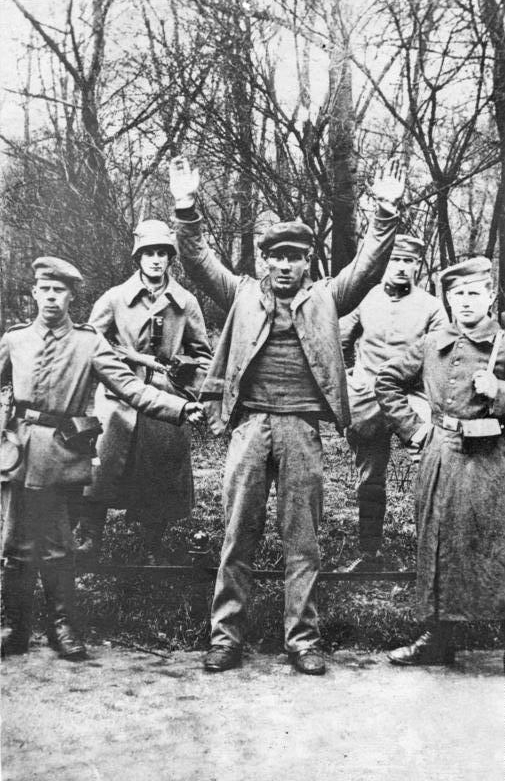
Katonák pózolnak egy elfogott forradalmárral Bajorországban 1919 májusában

Hamburgban és Türingia területén is polgárháborús helyzet volt. A legtöbb ideig kitartó tanácsköztársaság a Bajor Tanácsköztársaság volt, amelynek a szabadcsapatok hasonlóan erőszakosan vetettek véget május 3-án, mint korábban Berlinben és Brémában.
A történészek meghatározó részének véleménye szerint egy bolsevik típusú tanácsköztársaság létrehozása lehetetlen lett volna Németországban. Ennek ellenére Ebert kormánya fenyegetve érezte magát egy esetleges szélsőbaloldali puccstól, ezért együttműködött a katonai főparancsnoksággal és a szabadcsapatokkal. A szabadcsapatok brutális akciói (például Hermann Ehrhardt korvettkapitány hírhedt különítményéé) a felkelések ellen azonban sok baloldali demokratát elidegenített az SPD-től. Ők, és főként a KPD és az USPD a forradalom nyílt elárulásának tekintette Ebert, Noske és az SPD más vezetőinek viselkedését.

## Nemzetgyűlés és új alkotmány
1919. január 19-én megválasztották az alkotmányozó nemzetgyűlést (németül Verfassungsgebende Nationalversammlung). Az SPD, az USPD és a katolikus Német Centrumpárt mellett a középosztály számos olyan pártja is részt vett a választásokon, amely november óta alakult. Rosa Luxemburg javaslata ellenére, a KPD nem vett részt ezen a választáson.
Az SPD az összesen 423 képviselői helyből 165-öt szerzett meg, míg az USPD mindössze 22-t, így a szociáldemokrata pártok együttesen a képviselői helyek 44,2%-ával rendelkeztek, vagyis nem voltak többségben. Az USPD népszerűsége a Kapp-puccs után 1920-ban nőtt, de a párt 1922-ben feloszlott. Az SPD után a Német Centrumpárt végzett a második helyen, 91 képviselővel, ezt követte a Német Demokrata Párt (DDP) 75 képviselővel.  Ezen eredmények hatására az SPD megalakította az ún. weimari koalíciót. A nemzetgyűlés 1919. február 6-án Weimarban ült össze, mivel a harcok nyomán Berlinben kialakult helyzetet nem ítélték megfelelőnek a nemzetgyűlés megtartására. Ebertet február 11-én ideiglenes köztársasági elnökké választották, míg Philipp Scheidemannt február 13-án az újonnan megalakult koalíciós kormány vezetőjévé választották. Scheidemann rövid ideig töltötte be a kancellári pozíciót, mivel az antant szigorú békefeltételei elleni tiltakozásként júniusban lemondott. Scheidemann lemondását követően Gustav Bauer lett a német kancellár. A weimari alkotmányt 1919. július 31-én fogadták el, és Ebert mint ideiglenes köztársasági elnök augusztus 11-én írta alá. Ebert 1919. augusztus 21-én tette le a köztársasági elnöki esküt. Ezt követően Németországot ismét Berlinből irányították.
A weimari alkotmány egyrészt viszonylag sok lehetőséget nyújtott a közvetlen demokrácia számára, például referendumok formájában, másrészt viszont a 48. cikkelye az elnök számára lehetővé tette, hogy fellépjen a parlamenti többség ellen a hadsereg segítségével, amennyiben szükséges. Ez a lehetőség a későbbiekben fontos szerepet játszott a német demokrácia lerombolásában.

## Hatás a weimari köztársaságra
Az 1918–1919-es németországi forradalom a modernkori Németország történelmének egyik legfontosabb eseménye, mégis kevéssé épült be a németek történelmi emlékezetébe. A forradalom nyomán megalakuló weimari köztársaság bukása és az ezt követő nemzetiszocialista diktatúra hosszú ideig akadályozta a forradalmi események vizsgálatát. Ezeknek az eseményeknek az értelmezését gyakran jobban meghatározták a legendák, mint a tények.
Mind a szélsőjobboldal, mind a szélsőbaloldal táplálta azt az elképzelést, hogy egy kommunista felkelés volt, amely az orosz példát követő tanácsköztársaság létrehozására irányult. A legtöbb demokratikus párt, közülük is főként az SPD, pedig alig volt érdekelt az események megfelelő értékelésében. A forradalmat alaposabban megvizsgálva azt tapasztalhatjuk, hogy támogatóinak többsége szociáldemokrata volt, mégis a szociáldemokrata párt vezetése állította le a forradalmi eseményeket. Ez egyes elképzelések szerint kezdettől fogva gyengítette a weimari köztársaságot. A közhiedelemmel ellentétben nem 1919-ben zárultak le a baloldal hatalomátvételi törekvései, hanem az 1921-es márciusi akció és az 1923-as hamburgi felkelés során.
Miután a császári kormányzat és a katonai főparancsnokság korán elhárította magáról a felelősséget a háborús vereséggel kapcsolatban, az új kormányzatnak kellett megküzdenie a vereségből következő nehézségekkel. Groener kijelentette, hogy számára nagyszerűen megfelelt, hogy a hadsereg és a hadvezetés amennyire csak lehetséges volt, „ártatlan maradt” a fegyverszüneti tárgyalások során.

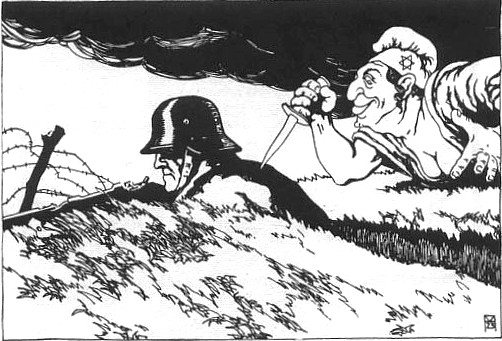
A tőrdöfés-legendát ábrázoló képeslap 1919-ből

A fentiekkel összefüggésben gyorsan megszületett az ún. tőrdöfés-legenda (németül Dolchstoßlegende), amely szerint a hadsereget nem győzték le a csatatéren, azonban a forradalmárok „hátulról leszúrták” a hadsereget, így a szinte biztos győzelem helyett vereség következett be. Különösen Erich Ludendorff járult hozzá ennek a történelemhamisításnak a terjedéséhez azért, hogy leplezze a vereségben játszott szerepét, azonban a legenda terjedéséhez Paul von Hindenburg is jelentősen hozzájárult. A nacionalisták körében ez a mítosz termékeny talajra hullott. Hamarosan elkezdték a forradalmárokat novemberi gonosztevőknek (németül Novemberverbrecher) nevezni, még az olyan politikusokat is, mint Ebert, aki nem akart forradalmat, és mindent megtett, hogy gátolja.
A köztársaság kezdettől fogva viselte a háborús vereség stigmáját. A polgárság és a régi elit jelentős része, tehát a nagyipar, a földbirtokosok, a hadsereg, az igazságszolgáltatás és a közigazgatás képviselői, soha nem fogadták el a demokratikus köztársaságot, ezért az első adandó alkalommal igyekeztek megszabadulni az új típusú államtól. A politikai baloldalon pedig az SPD vezetésének a forradalom alatti tevékenysége sokakat a kommunisták mellé állított. A forradalom így egy „demokraták nélküli demokráciának” adott életet, ami előrevetítette a köztársaság bukását.

## Fordítás
- Ez a szócikk részben vagy egészben  a   German Revolution of 1918–19 című angol Wikipédia-szócikk fordításán alapul.  Az eredeti cikk szerkesztőit annak laptörténete sorolja fel. Ez a jelzés csupán a megfogalmazás eredetét és a szerzői jogokat jelzi, nem szolgál a cikkben szereplő információk forrásmegjelöléseként.